# Empoasca norcasta
Empoasca norcasta är en insektsart som beskrevs av Rowland Southern 1982. Empoasca norcasta ingår i släktet Empoasca och familjen dvärgstritar. Inga underarter finns listade i Catalogue of Life.